# Ruine Grünenberg (Melchnau)
Die Burg Grünenberg ist die Ruine einer Höhenburg auf dem Schlossberg von Melchnau im Oberaargau im Schweizer Kanton Bern. Die Burg war der Stammsitz der Freiherren von Grünenberg. Die Anlage wurde über hölzernen Vorgängerbauten aus dem 11. Jahrhundert im 12. Jahrhundert in Stein errichtet. Die erste Erwähnung der Anlage findet sich 1248. Nach mehreren Um- und Ausbauten kam die Burg an die Stadt Bern, die dort während einiger Jahre eine kleine Landvogtei einrichtete. Ab dem 16. Jahrhundert wurde Grünenberg dem Verfall überlassen, das Mauerwerk diente als Steinbruch. Der Burgturm wurde angeblich im 19. Jahrhundert aus Sicherheitsgründen gesprengt.

## Lage
Die Burgruine Grünenberg befindet sich auf dem vorderen Teil des Schlossbergs von Melchnau, einem Hügelzug, der rechtwinklig ins Tal des Melchnauer Dorfbachs ragt. Die äusserste Spornlage des Hügels blieb unbebaut und wurde durch einen breiten Halsgraben von der Burg abgetrennt. Auf dem Schlossberg reihten sich, jeweils durch Halsgräben abgetrennt, zwei weitere Burganlagen an die Grünenberg: am anderen Ende des Schlossbergs die Burg Langenstein, dazwischen die Schnabelburg, die vielleicht auch nur ein Festes Haus war.

## Anlage

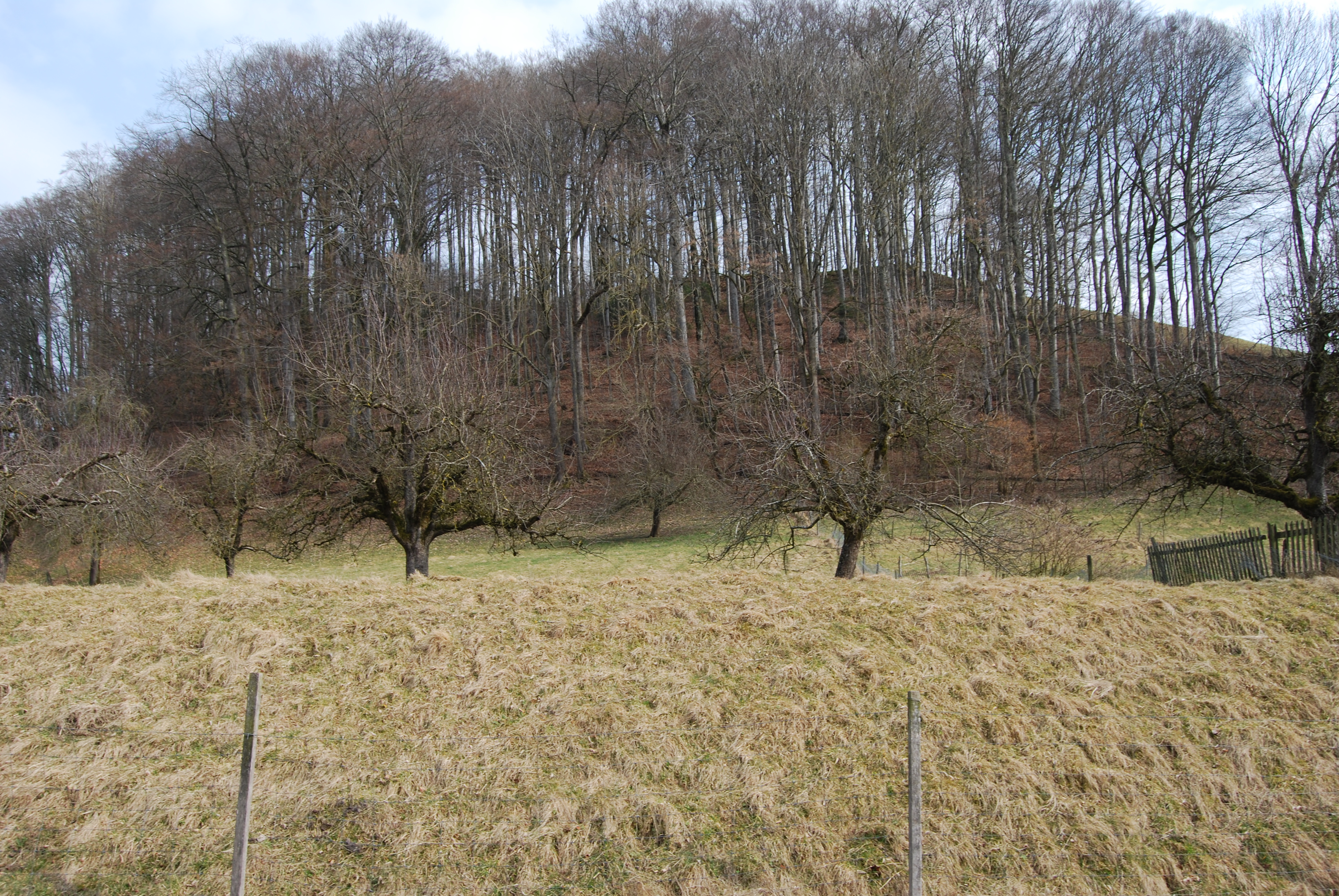
Der Burgberg von der Talseite des Sporns

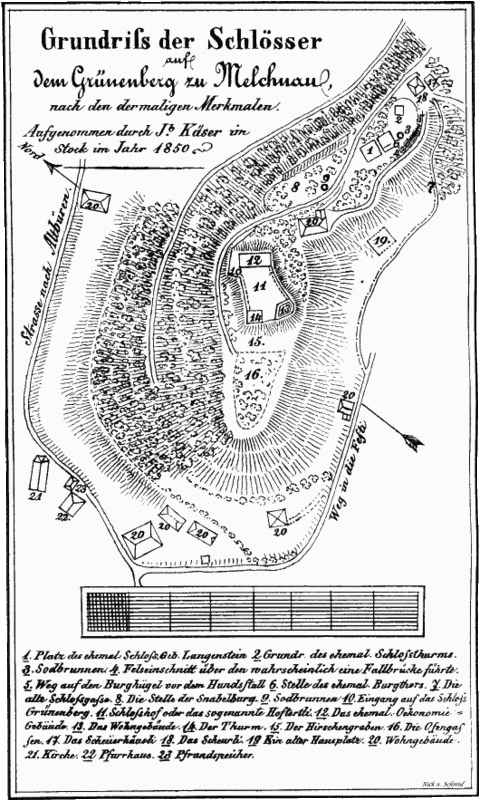
Burgengrundrisse der drei Burgen von Jakob Käser aus Käser-Chronik von 1855

Über den Spuren einer früheren, aus Holz errichteten Anlage (vermutlich aus dem 11. Jahrhundert) wurde die Burg Grünenberg vermutlich im 12. Jahrhundert erstmals in Stein neu gebaut. Diese erste Steinburg erhielt eine Umfassungsmauer, die das gesamte Plateau zwischen den beiden Halsgräben einnimmt. In der nordwestlichsten Ecke befindet sich der Turm, daneben der sogenannte Südpalas. Das Burgtor in der südlichen Umfassungsmauer war von aussen über eine Rampe oder einen Steg entlang der Hügelflanke erreichbar. Daneben, in der südöstlichen Ecke der Burg, befand sich ein weiterer Palas-Bau, der sogenannte Nordpalas.
An den Südpalas angelehnt befand sich die Burgkapelle, die dem heiligen Georg gewidmet war. Mehrere Um- und Ausbauphasen sind nachweisbar. Im 13. Jahrhundert wurde der Nordpalas deutlich erweitert und erstreckte sich nun über die ganze Breite der Burg. Diese Grösse erlaubte es, einen repräsentativen Rittersaal in der Burg unterzubringen. Zudem wurde Wohnraum geschaffen, da vermutlich mehr als nur eine Familie der Freiherren von Grünenberg auf der Anlage saß.
Die Burgkapelle erhielt um 1270 einen Fliesenboden, bestehend aus Relief-verzierten Tonplatten aus der Produktion des Zisterzienserklosters St. Urban. Der Plattenboden ist heute in grossen Teilen in situ erhalten und steht unter dem Denkmalschutz der Schweizerischen Eidgenossenschaft und des Kantons Bern.
Im 14. Jahrhundert erfuhr die Burg Grünenberg einen grundlegenden Umbau. Die Modernisierung brachte den Burgbewohnern einen modernen Zugang zur Burg über eine Zugbrücke und durch einen Zwinger. Das bisherige Burgtor in der Südmauer wurde zugemauert, der neu nutzbare Raum dahinter im Burghof wurde für einen Ofen verwendet.
Die Burg wurde anfänglich über einen Sodbrunnen mit Wasser versorgt. Der Brunnenschacht ist etwa 27 Meter tief und liefert nach Messungen in den 1990er Jahren Wasser im Überfluss. Die Nachbaranlagen verfügten ebenfalls je über einen Sodbrunnen, die alle in die gleiche, Wasser führende Schicht hinab reichten. Ab dem 14. Jahrhundert, so die Überlieferung, sei die Burg über eine Wasserleitung aus Holzdeucheln von aussen her versorgt worden. Dies stimmt mit dem Befund der Sodbrunnen-Ausgrabung überein, denn dieser war im 14. Jahrhundert absichtlich verfüllt und nachher nicht mehr benutzt worden.

## Erforschung

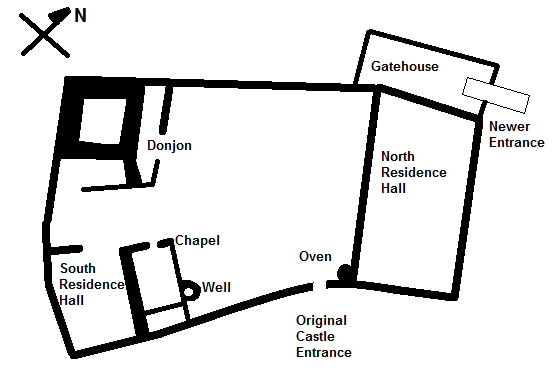
Grundriss der Burgruine

Die Burgruine Grünenberg war zweimal Gegenstand von Untersuchungen. 1949 wurde eine Ausgrabung gestartet mit der Absicht, die ursprünglichen Dimensionen der Burganlage zu finden. Als dann überraschend der einmalige Kapellenboden zum Vorschein kam, konzentrierte sich die Grabung unter der Leitung von René Wyss auf die Burgkapelle. Nach Abschluss der Untersuchung erhielt der Tonplattenboden eine Schutzhütte.
In den späten 1980er- und frühen 1990er-Jahren drohte die Südmauer mit den noch am höchsten aufragenden Mauern des Nordpalas einzustürzen. Die Schutzhütte über dem Kapellenboden war zudem baufällig geworden. Nach Überlegungen, die gefährlichen Bestandteile zu sprengen oder zu entfernen, entschloss man sich schliesslich dagegen und für eine Erhaltungsmassnahme. In den Jahren 1992 bis 1998 wurden die verbliebenen Mauerreste vom Archäologischen Dienst des Kantons Bern untersucht und konserviert.
Der Plattenboden wurde restauriert und dokumentiert. An der Stelle der Schutzhütte erhielt er einen modernen Schutzbau aus einer Holz-/Glas-Konstruktion mit einem Kupferdach. Die moderne Architektur bringt verschiedene Vorteile mit sich: der Plattenboden ist jederzeit von zwei Seiten für Burgbesucher einsehbar. Weil sowohl die Glasscheiben und auch die Kupferplatten des Daches nicht fugendicht sind, stellte sich ein natürliches, den Plattenboden schonendes Klima ein. Zudem ahmt der Baukörper mit seinem Pultdach eine mögliche Bauform der früheren Burgkapelle nach.